# Carl Eduard Hellmayr
Carl Eduard Hellmayr (Vienna, 29 gennaio 1878 – Orselina, 24 febbraio 1944) è stato un ornitologo austriaco.

## Biografia
Hellmayr nacque a Vienna e studiò presso l'Università di Vienna. Nel 1908 fu nominato Curatore della Sezione Uccelli del Museo di Monaco, dove divenne specialista in uccelli neotropicali, studiando la collezione di Spix sugli uccelli brasiliani.
Fu  curatore nella sezione di zoologia del Museo di Chicago nel 1922. Tra i suoi libri figurano 13 dei 15 volumi del Catalogo Uccelli delle Americhe (1918-1949) e Gli Uccelli del Cile (con Henry Boardman Conover).

## Opere
- Muscicapa parva im Wienerwald, Ornithologisches Jahrbuch, IX. 1898

- Beiträge zur Ornithologie Nieder-Österreichs, Ornithologisches Jahrbuch, X, 1901

- Einige Bemerkungen über die Graumeisen, Ornithologisches Jahrbuch, XI, 1900

- Über eine neue Meise, P. nigriloris, Ornithologische Monatsberichte, 8, 1900

- Bemerkungen über die neuweltliche Gattung Polioptila nebst Beschreibung einer neuen Subspecies aus Peru, Novitates Zoologicae 7, 1900

- Eine neue Graumeisenform aus Italien, Unbekannt, 1901

- Ueber einige Arten des Genus Thryophilus, Verhandlungen der Zoologisch-Botanischen Gesellschaft, 1901

- Noch einige Worte über Thryophilus, Verhandlungen der Zoologisch-Botanischen Gesellschaft, 1902

- Beschreibung von zwei neuen brasilianischen Vögeln, Verhandlungen der Zoologisch-Botanischen Gesellschaft, 1902

- Die Formen yon Passer petronius, Ornithologisches Jahrbuch XIII. 1902

- Untersuchungen über einiger paläarctische Vögel, Ornithologisches Jahrbuch, XIII, 1902

- Einige weitere Bemerkungen über Polioptila, Verhandlungen der Zoologisch-Botanischen Gesellschaft, 1903

- Paridae, Sittidae und Certhiidae, R. Friedländer und Sohn, vol. 18, 1903

- Über neue und wenig bekannte Fringilliden Brasiliens, Verhandlungen der Zoologisch-Botanischen Gesellschaft, 1904

- Revision der Spix'schen Typen brasilianischer Vögel, K.B. Akademie der Wissenschaften, 1905

- Description of two new birds discovered by Mr. O. T. Baron in Northern Peru, Novitates Zoologicae 12, 1905: 503-504

- Auguste Ménégaux, Carl Eduard Hellmayr: Étude des espèces critiques et des types du groupe des Passereaux, Impr. Dejussieu, 1906

- On the Birds of the Island of Trinidad, Novitates Zoologiae XIII (1 ) 1906: 1- 60

- Auguste Ménégaux, Carl Eduard Hellmayr: The Supposed Types in the Lafresnaye Collection, The Auk 23 ( 4) 1906: 480-483

- Übersicht der südamerikanischen Arten der Gattung Chaetura, Verhandlung der Ornithologischen Gesellschaft in Bayern, 1907

- Another contribution to the ornithology of the Lower Amazons, Novitates zoologicae 14, 1907

- On a collection of birds from Teffé, Rio Solimões, Brazil, Novitates zoologicae 14, 1907

- Critical Notes on the Types of little-known Species of Neotropical Birds ; Novitates zoologicae 14, 1907

- Emile Oustalet, Ornithologische Monatsberichte, XIV, 1907

- Ludwig Lorenz (Ritter von Liburnau.), Carl Eduard Hellmayr: Ein Beitrag zur Ornis Südarabiens, K.K. Hof- und Staatsdruckerei, 1907

- An Account of the Birds collected by Mons. G. A. Baer in the State of Goyaz, Brazil, Novitates zoologicae 14, 1910

- Carl Eduard Hellmayr, Philogène Auguste Galilée Wytsman: Genera Avium, V. Verteneuil & L. Desmet, 1910

- Lorenz Müller, Carl Eduard Hellmayr: Zoologische Ergebnisse einer Reise in das Mündungsgebiet des Amazonas, Verlag der Königlich Bayerischen Akademie, vol. 2, 1912

- Die Avifauna von Timor: Mit einer Farbentafel, Nägele, 1914

- Hans Graf von Berlepsch - Eine Lebensskizze, J. of Ornithology 63 ( 4) 1915

- Carl Eduard Hellmayr, A. Laubmann: Nomenclatur der vögel Bayerns, G. Fischer, 1916

- Carl Eduard Hellmayr, Charles Barney Cory, Boardman Conover:Catalogue of Birds of the Americas and the Adjacent Islands, Field Museum of Natural History, 1918, 1925. 1938, 1942, 1948, 1949

- A contribution to the ornithology of northeastern Brazil, Field Museum of Natural History, 1929

- Birds of the James Simpson-Roosevelts Asiatic expedition, Field Museum of Natural History, 1929

- The birds of Chile, Field Museum of Natural History, 1932